# Dominic Raab
Dominic Rennie Raab (25 de febrer de 1974) és un polític del Partit Conservador britànic que és secretari d'Estat d'Afers Exteriors i Commonwealth des del juliol de 2019. Raab va ser elegit Membre del Parlament (MP) per Esher and Walton el 2010. El 6 d'abril de 2020, Raab va començar a diputar pel primer ministre després que Boris Johnson fos ingressat a la unitat de cures intensives a causa de símptomes persistents i cada cop pitjors de COVID-19.
Va ser nomenat secretari sotsparlamentari d'Estat al Ministeri de Justícia el 12 de maig de 2015. En un canvi del govern de Theresa May més endavant aquell any, va tornar a ser parlamentari ras. Després de les eleccions generals de 2017, Raab va ser nomenat Ministre d'Estat pels tribunals i la justícia. El gener de 2018, Theresa May va canviar el govern i Raab va anar al Ministeri d'Habitatge, Comunitats i Govern Local.
El juliol de 2018, Raab va ser nomenat secretari del Brexit per la primera ministra Theresa May després de la dimissió de David Davis. Raab va dimitir d'aquest càrrec al cap de quatre mesos, en oposició a la proposta d'acord de retirada en què havia estat involucrat negociant amb la UE.
Després que May dimitís el maig de 2019, Raab es va presentar per succeir-la a les primàries del Partit Conservador. Va ser eliminat en la segona votació de parlamentaris conservadors i va donar suport a Boris Johnson, que acabaria guanyant. El 24 de juliol de 2019, Johnson el va nomenar secretari d'estat d'Afers Exteriors i Commonwealth i primer secretari d'Estat, convertint-lo en el viceprimer ministre de facto.